# Amici 2004
Amici 2004 è un album musicale pubblicato il 21 aprile 2004, contenente canzoni interpretate da alcuni dei concorrenti della terza edizione della trasmissione televisiva Amici di Maria De Filippi. L'album fu inizialmente reso disponibile come allegato alla rivista TV Sorrisi e Canzoni. Oltre a svariate cover, l'album contiene gli inediti Meraviglioso amore e Puoi.

## Tracce
1. Giorgia Galassi – Un'estate al mare – 3:45
2. Alessia Orlandi – Amoureux solitaires – 3:21
3. Laura Piunti – xdono – 2:55
4. Gian De Marini, Francesco Capodacqua, Gianluca Merolli, Salvo Vinci, Valerio Di Rocco – Pensiero – 3:29
5. Sarah Jane Olog – Ma non ho più la mia città – 4:09
6. Gian De Marini – Figli delle stelle – 3:53
7. Ornella Pellegrino – In alto mare – 3:11
8. Francesco Capodacqua – Ancora tu – 3:39
9. Gianluca Merolli – Luna – 3:53
10. Irene Guglielmi – Maledetta primavera – 3:49
11. Salvo Vinci, Giorgia Galassi – Vivo per lei – 4:22
12. Francesco Capodacqua, Salvo Vinci, Gian De Martini e tutti i ragazzi – Io camminerò – 4:09
13. Valerio Di Rocco – Isn't She Lovely – 2:09
14. Valerio Di Rocco, Francesco Capodacqua, Gianluca Merolli, Alessia Orlandi, Ornella Pellegrino, Laura Piunti – Puoi – 3:16 – Bonus track
15. Gianluca Merolli – Meraviglioso amore – 3:37 – Bonus track